# Gare de Neerwinden
La gare de Neerwinden (en néerlandais : station Neerwinden) est une gare ferroviaire belge de la ligne 36, de Bruxelles-Nord à Liège-Guillemins, située à Neerwinden, section de la ville de Landen dans la province du Brabant flamand en Région flamande.
Elle est ouverte en 1873 par les Chemins de fer de l'État belge. C'est une halte voyageurs de la Société nationale des chemins de fer belges (SNCB), desservie par des trains Omnibus (L) et Suburbains (S).

## Situation ferroviaire
Établie à 70 mètres d'altitude, la gare de Neerwinden est située au point kilométrique (PK) 56,360 de la ligne 36, de Bruxelles-Nord à Liège-Guillemins, entre les gares d'Ezemaal et de Landen.

## Histoire

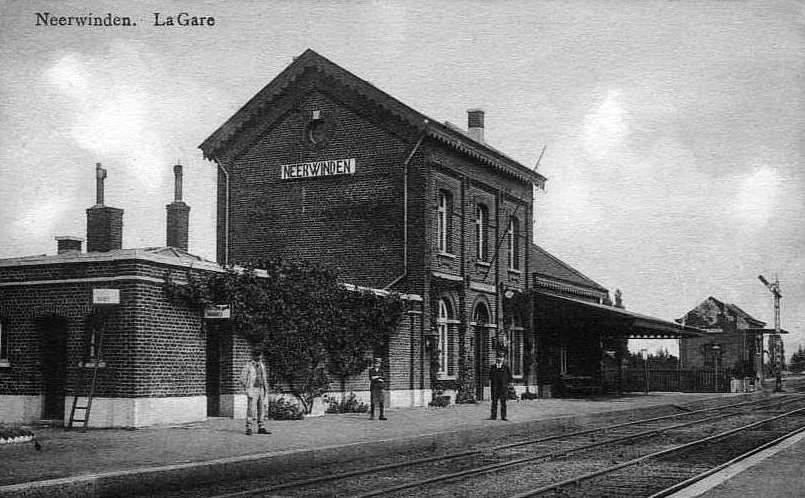
La gare vers 1900.

La gare de Neerwinden est mise en service le 1er avril 1873 par les Chemins de fer de l'État belge sur une section de ligne ouverte en 1837.
À la fin du XIXe siècle c'est une gare ouverte pour les services voyageurs et marchandises et elle possède un bâtiment de plan type 1881, construit en 1894,. Aucun autre bâtiment ne semble y avoir existé auparavant.
Au début des années 1980 sa fermeture au service des voyageurs est envisagée. Elle devient un arrêt sans personnel.

## Service des voyageurs

### Accueil
Halte SNCB, c'est un point d'arrêt non géré (PANG) à accès libre. Elle est équipée d'un automate pour l'achat de titres de transport. Un passage souterrain permet la traversée des voies et l'accès aux quais.

### Desserte
Neerwinden est desservie par des trains Omnibus (L) et Suburbains (S9, S19) qui effectuent des missions sur la commerciale ligne 36 (Bruxelles - Louvain - Landen - Liège).
En semaine, Neerwinden est desservie toutes les heures par des trains L reliant Gare de Louvain et Landen ainsi que des trains S9 de Landen à Nivelles (via Evere, Bruxelles-Schuman et Etterbeek).
Les week-ends et jours fériés, la gare est desservie par des trains S19 reliant Louvain à Landen selon un parcours similaire aux S9 mais comportant moins d'arrêts à Bruxelles.

### Intermodalité
Un parc pour les vélos (gratuit) et un parking (gratuit) pour les véhicules y sont aménagés.

## Comptage voyageurs
Le graphique et le tableau montrent le nombre de passagers qui en moyenne embarquent durant la semaine, le samedi et le dimanche.
| Nombre de voyageurs qui embarquent à la gare de Neerwinden | Nombre de voyageurs qui embarquent à la gare de Neerwinden | Nombre de voyageurs qui embarquent à la gare de Neerwinden | Nombre de voyageurs qui embarquent à la gare de Neerwinden |
|                                                            | Semaine                                                    | Samedi                                                     | Dimanche                                                   |
| ---------------------------------------------------------- | ---------------------------------------------------------- | ---------------------------------------------------------- | ---------------------------------------------------------- |
| 1977                                                       | 378                                                        | 71                                                         | 41                                                         |
| 1978                                                       | 354                                                        | 72                                                         | 34                                                         |
| 1979                                                       | 308                                                        | 52                                                         | 36                                                         |
| 1980                                                       | 350                                                        | 57                                                         | 44                                                         |
| 1981                                                       | 370                                                        | 61                                                         | 29                                                         |
| 1982                                                       | 296                                                        | 144                                                        | 46                                                         |
| 1983                                                       | 218                                                        | 31                                                         | 29                                                         |
| 1984                                                       | 239                                                        | 52                                                         | 29                                                         |
| 1985                                                       | 226                                                        | 50                                                         | 32                                                         |
| 1986                                                       | 221                                                        | 55                                                         | 44                                                         |
| 1987                                                       | 213                                                        | 48                                                         | 34                                                         |
| 1988                                                       | 181                                                        | 47                                                         | 31                                                         |
| 1989                                                       | 145                                                        | 39                                                         | 31                                                         |
| 1990                                                       | 144                                                        | 31                                                         | 30                                                         |
| 1991                                                       | 117                                                        | 24                                                         | 21                                                         |
| 1992                                                       | 188                                                        | 50                                                         | 33                                                         |
| 1993                                                       | 159                                                        | 35                                                         | 26                                                         |
| 1994                                                       | 171                                                        | 27                                                         | 16                                                         |
| 1995                                                       | 154                                                        | 27                                                         | 17                                                         |
| 1996                                                       | 166                                                        | 46                                                         | 28                                                         |
| 1997                                                       | 162                                                        | 32                                                         | 30                                                         |
| 1998                                                       | 141                                                        | 20                                                         | 12                                                         |
| 1999                                                       | 144                                                        | 22                                                         | 24                                                         |
| 2000                                                       | 149                                                        | 30                                                         | 18                                                         |
| 2001                                                       | 155                                                        | 38                                                         | 18                                                         |
| 2002                                                       | 181                                                        | 24                                                         | 30                                                         |
| 2003                                                       | 190                                                        | 26                                                         | 32                                                         |
| 2004                                                       | 157                                                        | 41                                                         | 26                                                         |
| 2005                                                       | 174                                                        | 36                                                         | 29                                                         |
| 2006                                                       | 148                                                        | 24                                                         | 25                                                         |
| 2007                                                       | 153                                                        | 29                                                         | 17                                                         |
| 2008                                                       | -                                                          | -                                                          | -                                                          |
| 2009                                                       | 159                                                        | 45                                                         | 27                                                         |
| 2010                                                       | -                                                          | -                                                          | -                                                          |
| 2011                                                       | -                                                          | -                                                          | -                                                          |
| 2012                                                       | 188                                                        | 31                                                         | 30                                                         |
| 2013                                                       | 181                                                        | 30                                                         | 18                                                         |
| 2014                                                       | 192                                                        | 25                                                         | 13                                                         |
| 2015                                                       | 170                                                        | 28                                                         | 31                                                         |
| 2016                                                       | 163                                                        | 38                                                         | 24                                                         |
| 2017                                                       | 157                                                        | 42                                                         | 30                                                         |
| 2018                                                       | 176                                                        | 53                                                         | 83                                                         |
| 2019                                                       | 186                                                        | 70                                                         | 52                                                         |
| 2020                                                       | 95                                                         | 127                                                        | 109                                                        |
| 2021                                                       | -                                                          | -                                                          | -                                                          |
| 2022                                                       | 175                                                        | 47                                                         | 41                                                         |
| 2023                                                       | 157                                                        | 66                                                         | 50                                                         |
| 2024                                                       | 195                                                        | 62                                                         | 52                                                         |

## Patrimoine ferroviaire
Il ne reste plus de traces de l'ancien bâtiment voyageurs détruit à une date indéterminée. Sans doute après le début des années 1980.